# 全氟丁磺酸盐
全氟丁磺酸盐是指含全氟丁磺酸根（CF3CF2CF2CF2SO3–）离子的盐。含有它的化合物是全氟丁磺酸的盐，它连接有机基团时形成酯，它们的用途与三氟甲磺酸盐或酯比较类似。
全氟丁磺酸盐可由全氟丁磺酰氟在碱性溶液中水解制得，它和硫酸反应得到全氟丁磺酸。全氟丁磺酸和碳酸银反应得到全氟丁磺酸银，它和碘代烃反应，可以得到全氟丁磺酸酯。